# Siga Naoja
Siga Naoja (japánul: 志賀 直哉, Hepburn-átírással: Shiga Naoya) (Isinomaki, 1883. február 20. – Tokió, 1971. október 21.) japán prózaíró.

## Élete
A Mijagi prefektúrabeli Isinomakiban született, apja szamurájleszármazottból lett bankár. Anyja korán meghalt, sokat költöztek, és Siba a több mint 20 lakóhelyükről rendre írt egy-egy elbeszélést. A Gakusúinba („Nemesi Iskola”) járt, majd a Tokiói Egyetemen végzett el pár évet (s közben katolizált), de diplomát nem szerzett.
Nagyobb lélegzetű művei szinte kivétel nélkül „énregények” (sisószecu), amelyek vallomásos modorban dolgozzák fel az író életét, élményeit, családját, ismeretségi körét. Egyszerű, tárgyilagos stílusát dicsérte Akutagava Rjúnoszuke, bírálta viszont többek között Dazai Oszamu. A második világháború után évekig Atami fürdőhelyen élt, ahol gyakori vendége volt a neves filmrendező, Ozu Jaszudzsiró. 1949-ben a Kultúra-érdemrenddel tüntették ki, utolsó 35 évében jóformán alig írt, csak korábbi sikerei fényében fürdött: hívei, kritikusok, olvasók bungaku no kamiszamá-nak, az „irodalom istenének” nevezték, és sok mindent megbocsátottak neki (egyik hóbortos ötlete például az volt, hogy a francia legyen Japán hivatalos nyelve).

## Fontosabb művei
- Kamiszori („A borotva”, elbeszélés, 1910)
- Ócu Dzsunkicsi (regény, 1912)
- Szébé és a dísztök („Szeibei to hjótan”, elbeszélés, 1913)
- Vakai („Megbékülés”, regény, 1917)
- Anja kóro („Egy sötét éjszaka múlása”, regény, 1921–37)

### Magyarul
- Szébé és a dísztök, in: Modern japán elbeszélők, Európa, 1967